# Liste von Musikmuseen nach Thema

## Musikinstrumentenmuseen

### Allgemein
Deutschland
- Musikinstrumenten-Museum Berlin
- Musikinstrumenten-Museum Markneukirchen
- Musikinstrumente- und Puppenmuseum, Goslar, Niedersachsen
- Musikinstrumentensammlung der Universität Göttingen, Göttingen, Niedersachsen
- Museum für Musikinstrumente der Universität Leipzig
- Haus Kemnade in Hattingen – Außenstelle des Museum Bochum mit der Musikinstrumentensammlung Grumbt
- Meininger Museen, Abteilungen Musikgeschichte und historische Musikinstrumente
- Musik-Museum Beeskow
- rock'n'popmuseum, Gronau, Nordrhein-Westfalen

Österreich
- Haus der Musik, Wien
- Musikinstrumentenmuseum Schloss Kremsegg, Kremsmünster[1], Österreich
- Sammlung alter Musikinstrumente des Kunsthistorischen Museums, Wien

Italien
- Accademia Musicale Chigiana, Italien
- Museo degli strumenti musicali, Mailand, Italien
- Museo Teatrale Carlo Schmidl, Triest

Großbritannien
- City of Birmingham Museum, Großbritannien
- The Musical Museum, Brentford, Middlesex , Großbritannien
- The Nickelodeon Collection, Thursford, Norfolk, Großbritannien

Weitere
- Musikmuseum Basel, Schweiz
- Cité de la musique, Paris
- Museum für Musikinstrumente in Posen
- Muziekinstrumentenmuseum Brüssel, Belgien
- Ghysels Collection, Brüssel
- Musikinstrumenten-Museum der Provinz Heilongjiang China
- Ringve-Museum, Norwegen
- Musée de la Musique de Ouagadougou
- Casa Museo Concha Piquer, Valencia, Spanien

### Musikinstrumenten-Spezialmuseen

#### Weitere Tasteninstrumente
- Eboardmuseum, Klagenfurt, Österreich
- Haus Eller (Piano), Bergheim
- Organeum, Weener, Niedersachsen

#### Mechanische Instrumente
- Bergisches Drehorgelmuseum
- Deutsches Musikautomaten-Museum
- Musik-Museum Beeskow
- Harry’s klingendes Museum in Schwarmstedt (Niedersachsen)
- Keith Hardings World of Mechanical Music, Northleach, Gloucestershire
- Mechanical Museum and Doll Collection, Chichester, Sussex
- Paul Corins Magnificent Music Machines, Liskerad, Cornwall
- Mekaanisen Musiikin Museo, Varkaus, Finnland
- Museum für Musikinstrumente in Posen, Polen
- Museum für Musikautomaten, Seewen, Schweiz
- Museum Mechanischer Musikinstrumente in Königslutter am Elm (Niedersachsen)

siehe auch: Glockenmuseum

#### Vokalmusik

##### Chormusik
- Sängermuseum, Feuchtwangen[2]

## Musikmuseum nach Komponisten

### Bach
- Bachhaus Eisenach
- Historisches Museum und Bachgedenkstätte, Köthen
- Bach-Archiv, Leipzig
- Bach-Stammhaus, Wechmar
- Haus zum Palmbaum, Arnstadt
- Bosehaus, Leipzig

### Beethoven
- Beethoven-Haus, Bonn
- Mutter-Beethoven-Haus, Koblenz-Ehrenbreitstein
- Beethoven-Gedenkstätte, Baden bei Wien, Österreich
- Beethoven-Gedenkstätte "Eroica-Haus", Wien, Österreich
- Beethoven-Gedenkstätte "Heiligenstädter Testament", Wien
- Pasqualati-Haus, Beethoven-Gedenkstätte, Wien
- Beethovenhaus (Krems), Österreich
- Beethoven-Gedenkstätte, Martonvásár, Ungarn

### Brahms
- Brahmshaus, Baden-Baden
- Johannes-Brahms-Museum, Hamburg
- Brahms-Institut, Lübeck
- Brahms-Museum Mürzzuschlag, Österreich
- Brahms-Zimmer im Haydn-Wohnhaus, Wien
- Brahms-Haus, Heide

### Bruckner
- Brucknerzimmer, Kronstorf, Österreich
- Alte Anton Bruckner-Schule, Freistadt, Österreich
- Anton Bruckner-Geburtshaus, Ansfelden, Österreich

### Debussy
- Musée Claude Debussy, Saint-Germain-en-Laye, Frankreich

### Donizetti
- Museo Donizettiano, Bergamo, Italien

### Dvořák
- Antonín Dvořák-Gedenkstätte (Vysoká u Príbrami), Tschechien
- Antonín Dvořák-Gedenkstätte (Zlonice), Tschechien
- Antonín Dvořák-Gedenkstätte (Nelahozeves), Tschechien
- Antonín Dvořák-Museum, Prag, Tschechien

### Egk
- Werner-Egk-Begegnungsstätte Donauwörth

### Glinka
- Glinka-Museum Moskau

### Gluck
- Christoph Willibald Gluck-Ausstellung im Heimatmuseum, Berching

### Grieg
- Grieg-Begegnungsstätte, Leipzig
- Troldhaugen – Edvard Grieg Museum, Paradis, Norwegen

### Händel
- Händel-Haus, Halle (Saale)
- Handel House Museum, London

### Haydn
- Haydn-Wohnhaus, Wien

### Hoffmann
- E.T.A. Hoffmann-Haus, Bamberg

### Keiser
- Reinhard Keiser Gedenkstätte, Teuchern

### Kodály
- Kodály Zoltán-Gedenkstätte, Budapest, Ungarn

### Kraus
- Joseph-Martin-Kraus-Gedenkstätte, Buchen

### Lachner
- Gebrüder-Lachner-Museum, Rain (Lech)

### Liszt
- Liszt-Haus Weimar,
- Franz-Liszt-Gedenkstätten, Bayreuth
- Franz Liszt-Geburtshaus, Raiding, Österreich
- Franz Liszt-Gedenkstätte und Forschungszentrum, Budapest, Ungarn

### Loewe
- Carl-Loewe-Forschungs- und Gedenkstätte, Löbejün

### Mahler
- Komponierstube Gustav Mahlers, Steinbach am Attersee, Österreich

### Mauersberger
- Mauersberger-Museum Großrückerswalde

### Mendelssohn
- Mendelssohn-Haus, Leipzig

### Mozart
- Mozarthaus Augsburg
- Mozarthaus Vienna, Mozart-Gedenkstätte „Figarohaus“, Wien
- Mozart-Gedenkstätte im Bezirksgericht, Sankt Gilgen, Österreich
- Mozarts Geburtshaus, Salzburg, Österreich
- Mozart-Wohnhaus, Salzburg, Österreich
- Mozart-Gedenkstätte, Prag, Tschechien

### Orff
- Carl Orff Museum, Dießen am Ammersee

### Puccini
- Torre del Lago Puccini, Viareggio, Italien

### Reger
- Max-Reger-Archiv, Meiningen

### Rossini
- Casa Natale di Rossini, Pesaro, Italien

### Schubert
- Schubert-Gedenkstätte "Geburtshaus", Wien
- Schubert-Gedenkstätte "Sterbewohnung", Wien
- Schloss Atzenbrugg, Österreich

### Schumann
- Robert-Schumann-Haus, Zwickau
- Schumannhaus, Bonn-Endenich
- Schumann-Haus, Leipzig

### Schütz
- Heinrich-Schütz-Haus (Bad Köstritz)
- Heinrich-Schütz-Haus, (Weißenfels)

### Sibelius
- Sibelius-Museum, Turku, Finnland

### Silbermann
- Gottfried-Silbermann-Museum Frauenstein

### Silcher
- Friedrich-Silcher-Museum, Weinstadt-Schnait

### Smetana
- Smetana-Museum, Göteborg, Schweden
- Bedřich Smetana-Gedenkstätte, Jabkenice, Tschechien
- Bedřich Smetana-Museum, Prag, Tschechien

### Spohr
- Spohr Museum, Kassel

### Von Suppé
- Franz von Suppé-Gedenkstätte, Gars am Kamp, Österreich

### Strauss, Johann
- Johann Strauß-Gedenkstätte, Wien, Österreich
- Strauss Museum, Wien

### Strauss, Richard
- Richard-Strauss-Institut Partenkirchen

### Szymanowski
- Karol-Szymanowski-Museum

### Telemann
- Telemann-Museum, Hamburg

### Toscanini
- Casa Museo Toscanini, Parma, Italien

### Tschaikowski
- Tschaikowski-Museum, Klin, Russland

### Verdi
- Villa Verdi, Sant’Agata bei Busseto, Italien
- Casa di Verdi, Busseto, Italien

### Villa-Lobos
- Villa-Lobos Museum, Rio de Janeiro, Brasilien

### Wagner
- Richard-Wagner-Stätten Graupa, Pirna, Sachsen
- Haus Wahnfried, Bayreuth, Bayern
- Reuter-Wagner-Museum, Eisenach, Thüringen
- Richard-Wagner-Museum Tribschen, Kanton Luzern, Schweiz

### Weber
- Carl Maria von Weber-Ausstellung im Ostholstein-Museum, Eutin
- Carl-Maria-von-Weber-Museum, Dresden-Hosterwitz

### Weill
- Kurt-Weill-Zentrum Dessau

### Wolf
- Hugo Wolf-Geburtshaus, Ljubljana / Laibach, Slowenien

diverse: Musikmuseum Schloss Elisabethenburg

## Musikmuseum nach Stil
- Internationales Jazzarchiv Eisenach
- Country Music Hall of Fame, Nashville, USA
- Rock and Roll Hall of Fame, Cleveland, USA

## Museen traditioneller Musik
- Gurminj-Museum, Tadschikistan